# Lars Fimmerstad
Lars Bertil Fimmerstad, född 2 maj 1945 i Mariestad, är en svensk journalist, kåsör och författare inom Stockholms historia med signaturen Fimmer.
Han är son till godsägare Bertil Fimmerstad och Margareta, född Ericson.
Lars Fimmerstad studerade vid Göteborgs universitet, där han 1969 blev filosofie kandidat. Han var 1970–1973 verksam vid Göteborgs Handels och Sjöfartstidning och 1973–1985 vid Svenska Dagbladet.
Hans barndomshem i Töreboda utsattes 2013 för inbrott, rån och mordbrand, där hans mor avled.